# Raffinerie Donges

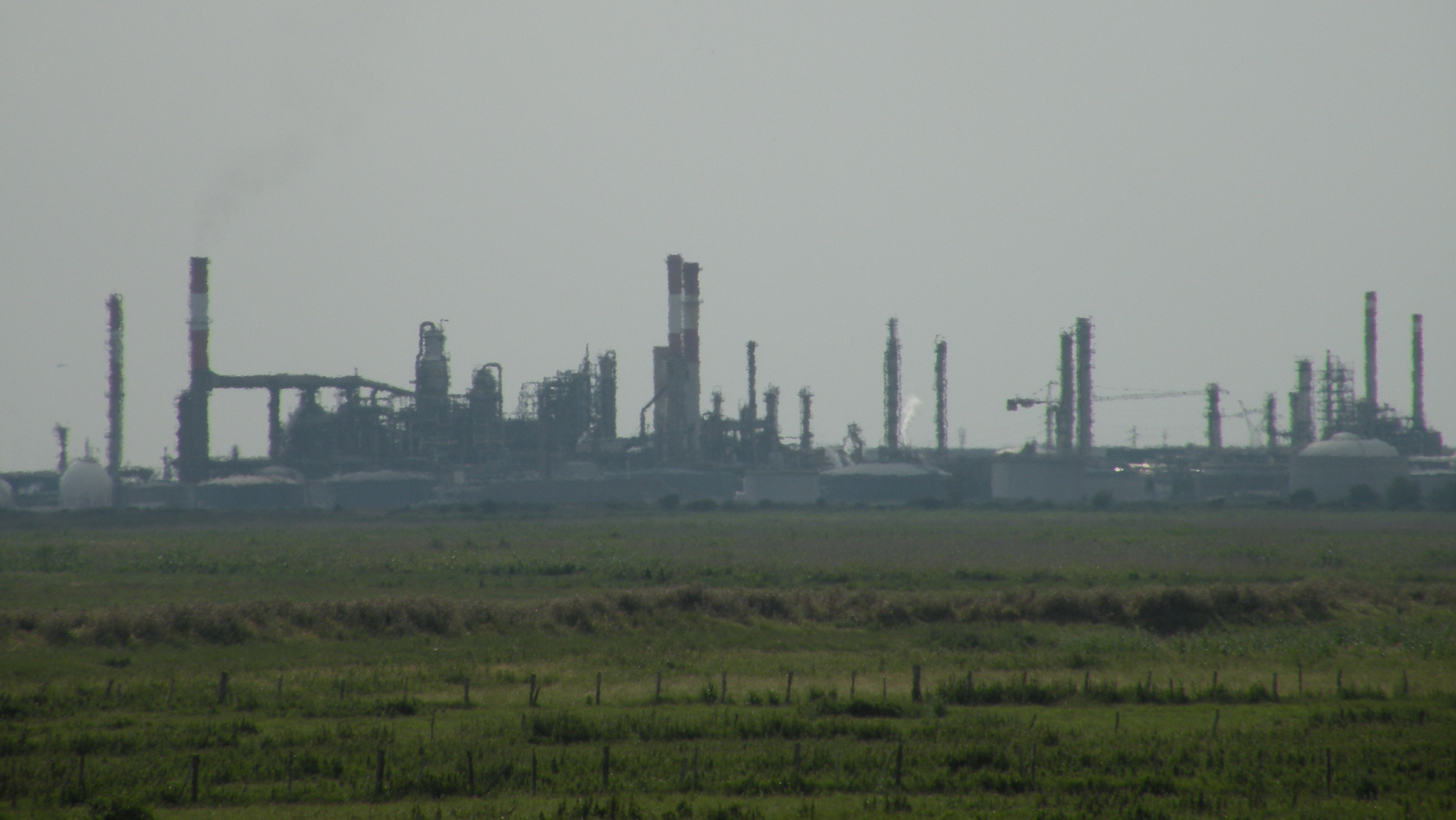
Die Raffinerie im Juni 2009

Die Raffinerie Donges, französisch Raffinerie de Donges, ist eine nach dem Standort in Donges benannte Erdölraffinerie, die mit einem Röhöleinsatz von 11,5 Mio. Tonnen pro Jahr die zweitgrößte Frankreichs ist. Sie liegt im Département Loire-Atlantique östlich von Saint-Nazaire an der Trichtermündung der Loire und wird von der Total Raffinage Chimie SA betrieben.

## Geschichte
Nachdem 1917 die Vereinigten Staaten in den Ersten Weltkrieg eingetreten waren, wurde Saint-Nazaire zu einem wichtigen Stützpunkt der Amerikaner, deren erste Division mit 14.500 Mann dort landete. Um den Hafen zu entlasten, wurden die Treibstoff- und Kohlenlieferungen nach Donges umgeleitet, wo die Firma Paul Paix die ersten Öltanks baute. Nach dem Kriegsende wurde aus der Firma Paul Paix die Compagnie Occidentale des Produits de Pétrole (COPP), aus der 1921 die Société Générale des Huiles de Pétrole (SGHP) hervorgeht.
1931 wurde in Donges die Société des Consommateurs de Pétrole gegründet, die 1932 eine amerikanische Raffinerie in Betrieb nahm. Eine weitere Firma, die Pechelbronn SAEM, nahm 1933 die Anlage Pechelbronn-Ouest in Betrieb. Am 18. Juni 1940 wurden beide Anlagen auf Befehl der französischen Armee stillgelegt und die Verbrennung der Lager vorbereitet. Am 23. Juni wurden die Anlagen von den deutschen Streitkräften beschlagnahmt. Während des Zweiten Weltkrieges wurden sie zehnmal bombardiert, sodass sie schwer beschädigt wurden, aber nie völlig unbrauchbar wurden.
Unmittelbar nach dem Ende des Zweiten Weltkrieges im Mai 1945 begannen die Aufräumarbeiten. Im März 1948 fusionierten die beiden Raffinerien zur Raffineries Françaises de Pétrole de l'Atlantique (RFPA). Die Anlagen wurden modernisiert und ausgebaut, sodass die Vorkriegsproduktion wieder erreicht wurde. 1954 entstand die Antar-Pétroles de l'Atlantique, auch Antar PA genannt. Das neue Unternehmen entstand nach der Schließung der Raffinerie in Pechelbronn und vereinigte die Raffinerie mit vier Lager- und Vertriebsgesellschaften. Es erhielt den Namen der von Pechelbronn vertriebenen Schmierstoff-Marke Antar. Am 31. Dezember 1956 richtete ein Brand schwere Schäden in der Raffinerie an.
Ende der 1950er-Jahre wird die Raffinerie durch eine petrochemische Fabrik ergänzt. Der Komplex verarbeitet jährlich 2,4 Mio. Tonnen Rohöl. Ein Lager für 280.000 m³ Rohöl wird in Betrieb genommen, gleichzeitig wurde eine neue Anlegestelle für 80.000-Tonnen-Schiffe gebaut. Südlich von Rennes wird die Raffinerie Vern-sur-Seiche gebaut, die über eine 93 km lange Pipeline mit Donges verbunden ist.
Im Juli 1971 wurde die Verarbeitungskapazität durch die Inbetriebnahme einer Topping-Reforming-Anlage auf 8,5 Mio. Tonnen pro Jahr erhöht. Der Ölhafen der Raffinerie kam an die Grenzen. Eine zusätzliche Anlegestelle für 280.000-Tonnen-Schiffe, die aber nur mit 130.000 Tonnen beladen sein durften, wurde in Betrieb genommen. 1977 fusionierten Antar und Elf zur Elf France, 2000 Elf France mit TotalFina, was erst zu TotalFinaElf und 2003 in Total umbenannt wurde. Seit 2021 heißt das Unternehmen TotalEnergies. 
In den 2000er-Jahren wurden die Betriebsgebäude erneuert und für 100 Mio. Euro zusätzliche Produktionseinheiten in Betrieb genommen, bis 2022 sollen zwei neue Produktionseinheiten folgen und die durchs Gelänge führende Eisenbahnstrecke verlegt werden.